# Праздник летнего солнцестояния
Пра́здник ле́тнего солнцестоя́ния — языческий и зороастрийский праздник, самая короткая ночь в году, в различных формах отмечавшийся в разных частях света. Является одним из четырёх важных праздников «годового колеса» и ключевой точкой в отсчёте годового цикла.
В более поздний период по мере распространения христианская Церковь в рамках политики замещения приурочила ко дню летнего солнцестояния христианский праздник Рождества Иоанна Предтечи, дата которого была вычислена на основе евангельского свидетельства о 6-месячной разнице в возрасте между Иоанном и Христом. Праздник оказался близок к летнему солнцестоянию, поскольку Рождество Христово было приурочено к зимнему. Таким образом, под знаком Христа солнце (и длина светового дня) начинает возрастать, а под знаком Иоанна умаляться (согласно словам самого Иоанна: «Ему должно расти, а мне умаляться», см. Ин. 3:30). Церковные интерпретаторы, например, Августин или Иаков Ворагинский использовали эту солярную символику как служебный инструмент для передачи теологической доктрины. Большинством исследователей обрядность праздника Рождества Иоанна Предтечи связывается с летним солнцестоянием (в духе «мифологической школы»).
Общими чертами празднования в Европе является складывание костров, купание в водоёмах и гадание.

## Традиции празднования

### Восточные и западные славяне, балты (литовцы): Иван Купала
Восточными славянами, на востоке Польши (в Подляшье) и на юге Литовской республики (восточные славяне на востоке Польши, на юге Литовской республики — белорусы) праздник отмечается как Иван Купала. Было принято купаться, разжигать костры и прыгать через них, так как огню приписывались целительные свойства, гадали. По поверьям, именно в эту ночь расцветал папоротник.

### Иранцы: Тирган
Иранский фестиваль середины лета Тирган (перс. تیرگان‎) отмечается ежегодно 13 Тира (2, 3 или 4 июля). Традиционно связан с зороастризмом, но отмечается и мусульманами в Иране, Таджикистане, Иракском Курдистане и в диаспоре наравне с наврузом. Он отмечается плеском воды, танцами, чтением стихов и подачей традиционных блюд, таких как суп из шпината и шолезард. Обычай завязывать на запястьях радужные полосы, которые носят в течение десяти дней, а затем бросают в ручей, также является способом радовать детей.

### Португальцы: День святого Иоанна
В Португалии праздник отмечается как Праздник святого Иоанна (Феста де Сан-Жуао; порт. Festa de São João). Португальцы-католики верят в очистительную силу костров св. Иоанна.
Прославление святого Иоанна Крестителя начинается с кануна его рождества, то есть с 23 июня. В Порту это празднество проводится на площади Праса-да-Либердаде в ночь на 24 июня. В Браге, католической столице Португалии, торжества продолжаются два дня, в том числе, исполняется действо «Танец царя Давида». На Мадейре небо освещают фейерверки. А на Азорских островах — это самый большой и популярный праздник, он сопровождается множеством костров, огней и красочными процессиями.

### Финны: Юханнус
У финнов и ингерманландцев праздник называется «Юханнусом» (фин. Juhannus), от имени Иоанна Крестителя. С 1934 года он отмечается как официальный государственный праздник Финляндии, когда поднимают флаг, (Suomen lipun päivä). Также официальный церковный праздник, день Иоана Крестителя. Традиционно отмечался 24 июня, но с 1955 года отмечается в первую субботу после 19 июня, и приходится на 20—26 число. Такое изменение было сделано в Швеции ещё раньше, а в Норвегии, Эстонии и Латвии — нет. Принято украшать дом, лодку, плот и другие места собрания людей ветками берёзы, ходить в сауну и жечь большой костёр (kokko). Среди финских шведов существует традиция устанавливать «шест обещаний».

### Эстонцы: Яанипяев[4]

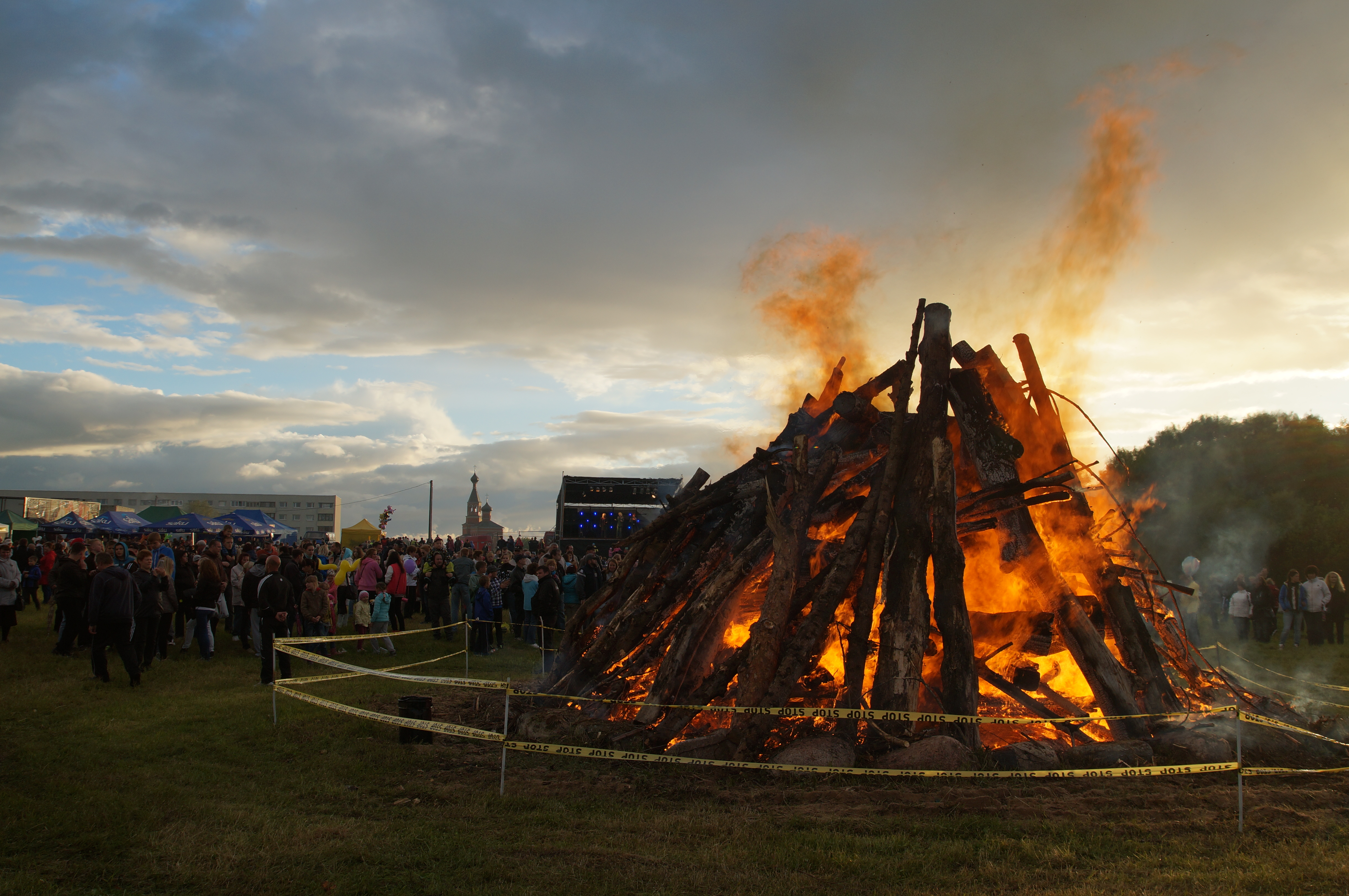
Иванов день в Маарду, Эстония

Канун Иванова дня (23 июня) и сам Иванов день(эст. Jaanipäev; 24 июня) в Эстонии являются государственными праздниками c 1934 года. С 2009 года День летнего солнцестояния отмечается в Эстонии как День Победы, который празднует победу эстонских войск в битве при Вынну, в честь чего военные парады проходят поочередно во всех городах Эстонии. Родившись из древних народных традиций, рождество Иоанна Крестителя Яанипяэв знаменует начало сенокоса. Этот день отмечался задолго до прихода христианства в Эстонию, и хотя праздник получил христианское имя, языческие традиции ещё живы и сегодня, сотни лет спустя. Значение важного и любимого события для Эстонии праздник сохраняет и в XXI веке.

### Шведы: Мидсоммар
С 1953 года в Швеции праздник «середины лета» (швед. midsommar) празднуется в ближайшую после 19 июня субботу. Основные торжества у шведов, наподобие установки украшенного цветами и листвой шеста обещаний происходят накануне, в канун праздника.

### Якуты: Ысыах
Традиционно праздник проводился на день летнего солнцестояния. Имеет центральное значение для якутов и посвящён небесным богам Айыы. На него проводятся народные гулянья, спортивные соревнования, шаманские ритуалы. С 2006 года Ысыах проводится ежегодно в соответствии с постановлением правительства Республики Саха.

## Неоязычество
У неоязычников, придерживающихся германо-скандинавских традиций, а также виккан, праздник летнего солнцестояния носит имя «лита» (англ. Litha). Данное название — часть реконструированного германского календаря, происходящая от англо-саксонских названий месяцев (ǣrra līþa — июнь, буквально «ранняя лита» и æfterra līþa — июль, буквально «поздняя лита»).

## В литературе
- «Сон в летнюю ночь» — пьеса Шекспира (в оригинале «Сон в ночь посредине лета»)